# Folie meurtrière (film, 1972)
Cet article concerne le film de Tonino Valerii. Pour le film de D.W. Brown, voir Folie meurtrière.
Pour plus de détails, voir Fiche technique et Distribution.
Folie meurtrière (Mio caro assassino) est un giallo italien réalisé par Tonino Valerii, sorti en 1972.

## Synopsis
Lorsque l'assureur Paradisi entreprend de draguer un étang avec un ouvrier, c'est toute l'affaire Moroni qui ressurgit, et avec elle son cortège de cadavres… À l'époque, cette sombre affaire de kidnapping d'enfant avait mal tourné et laissé deux morts, la petite Stephania, l'otage, et son père Allessandro, venu remettre la rançon et kidnappé à son tour. Les deux victimes sont mortes de faim dans un bunker. Aujourd'hui, après la décapitation d'un agent d'assurances et la pendaison d'un de ses fonctionnaires, la série noire reprend, quelqu'un voulant faire taire les témoins et faire disparaître les preuves après lesquelles court l'inspecteur Peretti, chargé de l'enquête et bien résolu à devancer le meurtrier.

## Fiche technique
- Titre original : Mio caro assassino
- Titre français : Folie meurtrière
- Réalisation : Tonino Valerii
- Scénario : Roberto Leoni, Franco Bucceri, José Gutiérrez Maesso (it) et Tonino Valerii
- Montage : Franco Fraticelli
- Musique : Ennio Morricone
- Photographie : Manuel Rojas
- Production : Manolo Bolognini
- Direction artistique : Francisco Canet et Claudio Cinini
- Costumes : Fiorenzo Senese
- Sociétés de production : B.R.C. Produzione, Kramot Cinematografica, Tecisa
- Pays de production :  Italie
- Langue originale : italien
- Format : Couleurs - 2,35:1 - Mono - 35 mm
- Genre : giallo
- Durée : 96 minutes
- Date de sortie : 
  - Italie : 3 février 1972

## Distribution
- George Hilton (VF : Pierre Arditi) : l'inspecteur Luca Peretti
- Salvo Randone : le chef Marò
- William Berger : Giorgio Canavese
- Patty Shepard : Paola Rossi, la maîtresse d'école
- Marilù Tolo : Dr. Anna Borgese
- Manuel Zarzo : le brigadier Bozzi
- Piero Lulli : Alessandro Moroni
- Helga Liné : Mme Paradisi
- Tullio Valli : Oliviero Moroni
- Dante Maggio : Mattia Guardapelle
- Dana Ghia : Eleonora Moroni
- Alfredo Mayo : Beniamino
- Mónica Randall : Carla Moroni
- Corrado Gaipa : le patron de la société d'assurance
- Lara Wendel : Stefania Moroni
- Francesco Di Federico : Vincenzo Paradisi
- Lola Gaos : Adele Rudigiani
- Elisa Mainardi : Servante chez les Moroni

## Autour du film
- Il s'agit du premier film de l'actrice Lara Wendel, alors âgée de sept ans au moment du tournage.
- Clin d'œil sarcastique de Valerii à Sergio Corbucci : le personnage de l'institutrice regarde à la télévision Django et le qualifie de « mauvais western ».